# Bardia (Líbia)
Bardia, o El Burdi (en àrab, البردية al-Bardiyya o البردي al-Burdiyy) o Bardiyah es un port del districte d' Al Butnan a l'est de Líbia, proper a la frontera amb Egipte. A vegades també s'anomena Bórdi Slemán.

## Història
A l'època romana la ciutat era coneguda com Petras Maior.
Durant la Primera Guerra Mundial, els submarins alemanys van fer diversos desembarcaments al port de Bardia en suport de l'ordre Senussi durant la Campanya Senussi.
Durant la Segona Guerra Mundial, va ser el lloc d'una important fortificació italiana, guarnicionada pel XXIII Cos sota el comandament del general Annibale Bergonzoli. El 21 de juny de 1940, la ciutat va ser bombardejada pel 7è Esquadró de Creuers de la Flota del Mediterrani. La força de bombardeig estava formada pel cuirassat francès Lorraine, els creuers britànics HMS Orion i HMS Neptune, el creuer australià HMAS Sydney i els destructors HMS Dainty, Decoy, Hasty i HMAS Stuart. El bombardeig va causar danys mínims. La ciutat va ser presa durant l'Operació Compass per les forces de la Commonwealth formades principalment per la 6a Divisió australiana en la lluita del 3 al 5 de gener de 1941 a la Batalla de Bardia.
Més tard, l'Eix va tornar a ocupar la ciutat i hi va instal·lar un camp de presoners. El 2 de gener de 1942, Bardia va ser presa de nou pels aliats i l'operació va alliberar uns 1.150 presoners de guerra aliats (inclosos 650 neozelandesos) i es van fer uns 8.500 presoners de l'Eix (alemanys i italians). Bardia va tornar a canviar de mans al juny de 1942, sent reocupada per les forces de l'Eix per tercera vegada, però va ser abandonada sense lluita al novembre després de la victòria aliada a El Alamein.